# Jan Turner
Jan Turner (* 7. července 1971 Praha) je český umělec a výtvarník. Věnuje se především malbě a vytváření konceptuálních soch, instalací.

## Vzdělání
- 1993–1999: Akademie výtvarných umění v Praze
- 1993–1995: sochařská škola II, prof. Hugo Demartini
- 1995–1998: škola experimentální grafiky, prof. Vladimír Kokolia
- 1998–1999: intermediální škola, prof. Milan Knížák

## Samostatné výstavy
- 2003: Zdravotník se zraněním (Galerie N, Praha)
- 2005: Jednota pramene (galerie Šternberk)
- 2005: Souhlasný postoj (galerie ad astra, Kuřim)
- 2005: Hubené léto (Galerie A.M. 180, Praha)
- 2006: Teď si nejhezčí (galerie Eskort, Brno)
- 2007: Vesnice (stánek 36, výstaviště Olomouc)
- 2010: Banán naskle, s Alicí Nikitinovou (galerie Blansko)
- 2010: You are komár (Ambrožův sbor, Hradec Králové)
- 2012: Dvojřez, s Alicí Nikitinovou (Galerie Chodovská tvrz)
- 2012: Vzdálená sestřenice, bílý bratranec, se Slávkou Sobotovičovou (MeetFaktory, Praha)
- 2012: Nýt (galerie Jelení, Praha)
- 2013: Mistrovství života (Galerie Nashledanou, Volyně)
- 2015: Hlas rodičů v zádech (Galerie Ferdinanda Baumana, Praha)